# Bolívar (El Salvador)
Bolívar é um município localizado no departamento de La Unión, em El Salvador.